# 迪娜·迪亚·阿尤丝丁
迪娜·迪亚·阿尤丝丁（1993年10月18日—），印尼女子羽毛球運動員。

## 簡歷
2013年7月，迪娜·迪亚·阿尤丝丁出戰印尼國際挑戰賽，在女单决赛以2比1（13-21、21-15、21-12）击败了赛会6号种子、保加利亚的斯蒂法尼·斯托伊娃，夺得其首个国际赛冠军。同年12月，她出战印度羽毛球國際挑戰賽，在女单準决赛以0比2（11-21、15-21）不敌赛会头号种子、队友的菲比·安古尼。
2014年10月，迪娜·迪亚·阿尤丝丁出戰瑞士羽毛球國際賽，在女单决赛以2比3（9-11、5-11、11-7、11-9、6-11）不敌队友的哈娜·拉曼迪尼，赢得亚军。
2015年11月，迪娜·迪亚·阿尤丝丁出戰馬來西亞羽毛球國際挑戰賽，在女单决赛以0比2（11-21、13-21）不敌赛会4号种子、新加坡的梁晓宇，赢得亚军。
2016年5月，迪娜·迪亚·阿尤丝丁出戰樂魚羽毛球國際挑戰賽，在女单决赛以2比0（21-10、21-14）击败了赛会3号种子、队友的鲁斯丽·哈塔万，赢得冠军。同年11月，她出战印尼羽毛球國際挑戰賽，在女单準决赛以0比2（13-21、12-21）不敌赛会4号种子、队友的菲特里亚尼。
2017年9月，迪娜·迪亚·阿尤丝丁出戰越南羽毛球大獎賽，在女单準决赛以0比2（12-21、7-21）不敌赛会头号种子、日本的高橋沙也加。
2018年3月，迪娜·迪亚·阿尤丝丁出戰越南羽毛球國際挑戰賽，在女单决赛以2比1（13-21、21-16、21-14）击败了日本新秀的高橋明日香，赢得冠军。

## 主要比賽成績
只列出曾進入準決賽的國際賽事成績：
| 年份   | 賽事                     | 公開賽級別 | 項目     | 成績   |
| ------ | ------------------------ | ---------- | -------- | ------ |
| 2013年 | 印尼羽毛球國際挑戰賽     | 國際挑戰賽 | 女子單打 | 冠軍   |
| 2013年 | 印度羽毛球國際挑戰賽     | 國際挑戰賽 | 女子單打 | 準決賽 |
| 2014年 | 瑞士羽毛球國際賽         | 國際挑戰賽 | 女子單打 | 亞軍   |
| 2015年 | 東南亞運動會羽毛球比賽   | 其他       | 女子團體 | 銅牌   |
| 2015年 | 馬來西亞羽毛球國際挑戰賽 | 國際挑戰賽 | 女子單打 | 亞軍   |
| 2016年 | 樂魚羽毛球國際挑戰賽     | 國際挑戰賽 | 女子單打 | 冠軍   |
| 2016年 | 印尼羽毛球國際挑戰賽     | 國際挑戰賽 | 女子單打 | 準決賽 |
| 2017年 | 東南亞運動會羽毛球比賽   | 其他       | 女子團體 | 銅牌   |
| 2017年 | 越南羽毛球大獎賽         | 大獎賽     | 女子單打 | 準決賽 |
| 2018年 | 越南羽毛球國際挑戰賽     | 國際挑戰賽 | 女子單打 | 冠軍   |
| 2019年 | 越南羽毛球國際挑戰賽     | 國際挑戰賽 | 女子單打 | 準決賽 |

| 2007-2017年 | 首要超級賽 | 超級賽 | 黃金大獎賽 | 大獎賽 | 國際挑戰賽 | 國際系列賽 | 未來系列賽 | 其他 |

| 2018-2026年 | 總決賽 | 超級1000賽 | 超級750賽 | 超級500賽 | 超級300賽 | 超級100賽 | 國際挑戰賽 | 國際系列賽 | 未來系列賽 | 其他 |